# Хосе Луїс Сальґадо
Хосе Луїс Сальґадо Гомес (ісп. José Luis Salgado Gómez; нар. 3 квітня 1966, Мехіко, Мексика) — мексиканський футболіст, захисник. Відомий за виступами за «Естудіантес Текос», «УНАМ Пумас», «Америку» й збірну Мексики. Учасник чемпіонату світу 1994 року.

## Клубна кар'єра
Розпочав кар'єру в клубі «УНАМ Пумас». У 1985 році дебютував за команду в мексиканській Прімері. За «пум» Сальґадо відіграв п'ять сезонів й отримав запрошення в національну команду. У 1990 році перейшов в «Естудіантес Текос», але швидко змінив його на «Монтеррей», де теж не затримався. У 1992 році повернувся в «Текос» і допоміг клубу виграти чемпіонат Мексики в сезоні 1993/94 років. Своєю надійною грою він привернув увагу багатьох клубів. У 1995 році перейшов в столичну «Америку». Протягом п'яти сезонів залишався одним з лідерів захисту клубу. У 2000 році підписав угоду з «Леоном». У 2002 році завершив кар'єру в клубі «Монаркас» (Морелія).

## Кар'єра в збірній
17 січня 1987 року в матчі проти збірної Сальвадору Сальгадо дебютував за збірну Мексики. У 1994 році Луїс потрапив в заявку національної команди на участь в чемпіонаті світу в США. На турнірі залишився запасним і не зіграв жодної хвилини.

## Кар'єра тренера
По завершенні кар'єри гравця розпочав тренерську діяльність. Очолював «Пумас Морелос» з Прімери A. Виконував обов'язки головного тренера «Естудіантес Текос» в останньому турі Апертури 2011, а потім нетривалий період часу очолював клуб у Клаусурі 2012, замінивши Хосе Луїса Санчеса Солу. До 2020 року працював помічником Гільєрмо Васкеса в команді «Атлетіко Сан-Луїс».

## Досягнення
«Естудіантес Текос»
- Прімера Дивізіон Мексики
  -  Чемпіон (1): 1994/95